# 로버트 여키스

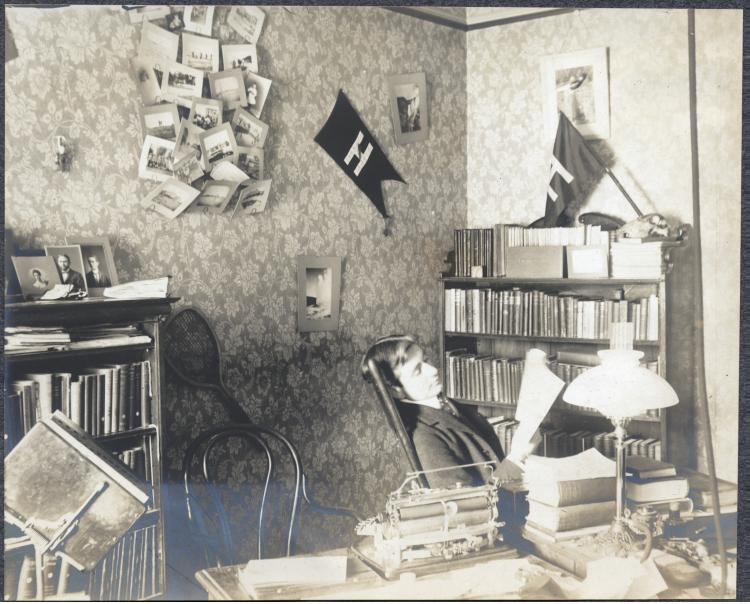

로버트 여키스(Robert Mearns Yerkes / jɜːrkiːz /, 1876년 5월 26일 – 1956년 2월 3일)는 지능 테스트 및 비교 심리학 분야에서 그의 연구로 가장 잘 알려진 미국 심리학자이자 윤리 학자, 우생 학자 및 영장류 학자였다.
여키스(Yerkes)는 인간과 영장류의 지능과 고릴라와 침팬지의 사회적 행동에 대한 연구의 선구자였다. 존 도슨(John D. Dodson)과 함께 여키스(Yerkes)는 '각성 수행'(arousal to performance)과 관련된 여키스-도슨 법칙(Yerkes-Dodson law)을 개발했다.

## 알파지능검사
1917년 여키스(Yerkes)는 미국 심리학 협회(APA)의 회장을 역임했다. 당시 그의 촉구에 따라 APA는 제 1 차 세계 대전중 참여하여 여러 프로그램을 개발하는 노력에 전념하기 시작했다. 신병 심리 검사 위원회 위원장으로서 그는 육군의 알파 및 베타 지능 테스트를 개발했다. 그가 개발한 심리검사는 전쟁 중 1 백만 명이 넘는 군인에게 도움을 주었다.

## 같이 보기
- 윌리엄 제임스